# ان‌جی‌سی ۴۰۳
ان‌جی‌سی ۴۰۳ (انگلیسی: NGC 403) نام یک کهکشان عدسی در صورت فلکی ماهی است.